# Carex hassei
Carex hassei är en halvgräsart som beskrevs av Liberty Hyde Bailey. Carex hassei ingår i släktet starrar, och familjen halvgräs. Inga underarter finns listade i Catalogue of Life.